# Западноамерикански тритони
Западноамериканските тритони (Taricha) са род земноводни от семейство Саламандрови (Salamandridae).
Таксонът е описан за пръв път от британския зоолог и филателист Джон Едуард Грей през 1850 година.

## Видове
- Taricha granulosa – Жълтокоремен тритон
- Taricha rivularis – Червенокоремен тритон
- Taricha sierrae
- Taricha torosa – Калифорнийски тритон